# IZUMI (ミュージシャン)
IZUMI（イズミ、落合 泉（おちあい いずみ）、11月3日 - ）は、日本のギタリスト、ソングライター、編曲家、音楽プロデューサー。三重県出身。AION、THE BRAINCASEのリーダー。

## 人物
ピックを添えた右手人差し指の指先の高速屈伸だけで弦を弾く、IZUMIピッキング（通称）が特徴。基本的に全ての音をピッキングするフルピッキングを信条としており、スウィープのように聴こえる1弦1音のようなフレーズもオルタネイトピッキングで弾いている。
使用ギターはESPのブランドPRO SEED（現在は無い）のIZUMIモデルがメインだった。槍のように尖った超変形ギター。メイプル指板の22フレットショートスケール仕様。初期のモデルには、2つのハムバッキングタイプピックアップの間にストロボフラッシュ回路のギミックが内蔵されていた。現在はギブソンSGをメインとしている。大学在学中からギターの早弾きに拘った演奏を信条としており、アル・ディ・メオラ、和田アキラ等の奏者が好きであった。
AIONの他に自身のプロジェクトであるデスメタルバンド THE BRAINCASEを結成し、アルバムを1枚発表した。

## 来歴
- 1983年、AIONを結成。
- 1985年、AIONを解散、MEIN KAMPFを結成。
- 1986年、MEIN KAMPFから脱退。AIONを再結成。
- 1991年、AIONのギタリストとしてBMGビクター/ariolaよりメジャー・デビュー。
- 2007年7月15日、MEINKAMPF・改として一夜限りのライブを行う。
- 2008年、THE BRAINCASE、徳間ジャパンよりメジャー・デビュー。

## ディスコグラフィ
IZUMIソロ作品
- PLUTONIUM（1990年）デモテープ（カセット）
- IZUMI（1991年6月25日　Night Gallery　UKCR-1022）CDアルバム

## その他の作品
MEIN KAMPF
- 7インチEP
  - SPEEDER!!（1985年　DEATHRASH BOUND　ICR-112）
- DVD
  - D.B.CLASSICS-MEIN KAMPF- （2004年　DEATHRASH BOUND　DBDV-0002）
  - D.B.CLASSICS Ⅱ 秘蔵吟醸仕込み！爆獣外伝!!-AION対MEINKAMPF- （2006年　DEATHRASH BOUND　DBDV-0003）

AION
THE BRAINCASE
- アルバム
  - THE BRAINCASE（2008年2月27日　徳間ジャパンコミュニケーションズ　TKCA-73307）

J（LUNA SEA）がベースで5曲参加。
- DVD
  - THE BRAINCASE（2012年2月22日　DEATHRASH BOUND　DBDV-0011）

トリビュート・アルバム参加
- REACTION Tribute Album 『Always On My Mind』（2001年10月24日　バップ　VPCC-84420）
M-3「INSANE」 Vo:藤本朗(ex.X-RAY) Gt:IZUMI Ba:松本慎二(Sense of wonder) Dr:そうる透

## シグネチャーモデル
- ESP
  - PRO CEED IZUMIモデル（生産終了）
  - EDWARDS IZUMIモデル（生産終了）
  - ESP オーダーメイド製作